# Apolimas-araras
Apolimas-araras compõem um povo indígena brasileiro habitantes na Terra Indígena Arara do rio Amônia com 20 534 hectares e Terra Indígena Arara do Alto Juruá, localizados na cidade brasileira de Marechal Taumaturgo (estado do Acre), com população estimada de 297 pessoas (SESAI 2013).
Esta grupo indígena da Amazônia fala o idioma pano.
São especialistas em artesanato, principalmente na produção de redes.
A alimentação é baseada na macaxeira, de qual produzem a farinha e a caiçuma (bebida das reuniões).
O nome "apolima" faz referência a região peruana onde esse povo morava. O nome "apolima-arara" é devido a mistura étnica sofrida durante a história, sendo formado por várias etnias: Chama, Amoaka, Santa Rosa, Arara e, Jaminawa, além da miscigenação.